# Asociación Europea de Ucranianos
La Asociación Europea de Ucranianos (EAU en inglés: European Association of Ukranians) es una asociación voluntaria de ucranianos de la Unión Europea cuya sede se encuentra en Bruselas y sus delegados en París, Estrasburgo, Múnich, y Berlín. 
La asociación se estableció en el 2006 como resultado de un duro trabajo realizado por los ucranianos y representantes de Diásporas Ucranianas de Europa. El presidente de la asociación es Olexiy Tolkachev.

## Objetivos y problemas básicos de la EAU
La meta principal de la EAU es desarrollar y fortalecer una cooperación entre Ucrania y la Unión Europea. Asimismo, su objetivo principal es la sistemática difusión de información positiva de Ucrania a la Unión Europea para acelerar el proceso de integración de dicho país en Europa.
Entre las tareas principales de la asociación está la cooperación con prestigiosas instituciones europeas de política, economía y cultura para el trabajo legislativo de Ucrania y el análisis científico y legal de actos legislativos que van a ser adoptados por el parlamento ucraniano. La Asociación Europea de Ucranianos presta mucha atención a la cooperación con el Parlamento Europeo, Consejo Europeo y Tribunal Europeo de Derechos Humanos, para así defender los intereses políticos y económicos de Ucrania, proporcionando la posibilidad de tomar prestada la moderna y útil experiencia europea en problemas políticos y económicos para Ucrania. 
El desarrollo de relaciones con políticos europeos ha sido activo. Asimismo, los representantes de la asociación se reúnen periódicamente con miembros del Parlamento Europeo para hablar de la situación de Ucrania y de los problemas económicos y políticos causados por la integración ucraniana en Europa. La Asociación Europea de Ucranianos se ha convertido en una importante fuente de información para los diputados europeos. La asociación ha organizado en Kiev reuniones de trabajo con eurodiputados, líderes de organizaciones públicas de Ucrania y grupos de especialistas, así como las celebradas en Bruselas. 
El hecho de que la EAU haya creado centros culturales ucranianos en la Unión Europea y mesas redondas para hablar sobre las relaciones de Ucrania con la Unión Europea, apoya las iniciativas y ayuda a conservar en Europa una tradición cultural y artística ucraniana, conocida por ellos como «Days of culture of Ukrain».

## Actividades de la EAU
Desde el año 2006, la asociación ha estado vigente en Ucrania y Europa. Desde el 2007, cada 24 de agosto, día de la Independencia de Ucrania, la asociación se encarga de que la estatua bruselense «Manneken Pis» luzca el traje típico nacional de Ucrania.
La asociación lleva a cabo, en Bruselas, mesas redondas y conferencias sobre la integración europea de Ucrania. 
La EAU apoyó a la cantante ucraniana Mika Newton, quien cantó en Eurovisión 2011 como representante de Ucrania. Del mismo modo, pidió a los ucranianos que vivían en la UE que apoyasen a la cantante.
La asociación participó también en la creación del Club Ukraine’s Friends (en español, «Club de Amigos de Ucrania») en el Parlamento Europeo, que debía ejercer presión para el interés de Ucrania en el Parlamento Europeo.